# 宝鸡机场
宝鸡机场是一个规划改建中的军民合用机场，位于中国陕西省宝鸡市凤翔县，距离宝鸡市区约40公里。规划级别为4C级支线机场，跑道长度2600米，设置11个C类机位。
宝鸡机场是在原凤翔田家庄军用机场的基础上进行改建。凤翔军用机场位于凤翔县城东约5公里，初建于民国时期，目前属于留守机场，不承担军用飞行任务。2008年9月，宝鸡市政府及中国民航总局计划于“十二五”期间，将其改扩建为民用机场，定位为支线机场。这一计划被纳入了《全国民用机场布局规划》和《西北民航“十二五”发展规划》之中，并于2024年1月正式获得国家发改委批准，预计于当年6月开工建设。预计宝鸡机场建成后，将成为陕西省继西安咸阳国际机场、榆林榆阳机场之后的第三大民用机场。

## 目前进展
根据宝鸡市发改委2013年10月11日的内刊公函，对于宝鸡机场项目的工作计划是：“一是全力推进省政府与兰州军区空军正式签订军民合建支线机场的协议工作；二是尽快完成宝鸡支线机场飞行程序、单发失效应急飞行程序设计的编制工作；同时完成支线机场建设项目的社会风险评估工作，今年底前上报国务院和中央军委；三是尽快完成项目立项审批等工作。四是争取2015年前完成可研报告、总体规划、设计等支线机场前期的所有工作，力争2015开工建设。”
同月，在解决了长期争执的陵塬旧机场产权处置问题后，陕西省政府和兰州军区空军对军民合建支线机场及改扩建达成一致意见并分别在宝鸡军民合建协议上签字。当地地方性官方媒体《宝鸡日报》报道，“（陕西）省政府与兰州军区签订了军民合用机场建设协议，项目建设瓶颈问题得到彻底解决，有望在2014年底开工建设”。
根据2014年1月，宝鸡市发改委对网上提问的答复，“目前已经委托西北民航空管局编制宝鸡民用机场飞行服务和程序、飞机性能分析及单发失效应急飞行程序的设计工作”；下一步工作计划是：“一是加快完成机场设计院完善宝鸡支线机场预可行性研究报告。二是督促西北民航空管局尽快完成宝鸡支线机场的有关设计工作。三是协调西北民航管理局将宝鸡支线机场列入国家支线机场建设规划中。四是在上述工作完成后，及时将宝鸡建设支线机场请示及宝鸡支线机场预可行性研究报告报省政府，协调省政府及时报国务院和中央军委，争取宝鸡支线机场在国家早日立项。”
根据2014年7月，宝鸡市委办公室对网上提问的答复，“目前宝鸡机场建设前期工作已取得重大进展，空域协调已通过，预可研报告已编制完成，目前正在加紧筹备，力争早日立项建设”。
2014年11月3日，机场建设相关单位在宝鸡召开了宝鸡机场项目预可行性研究报告评估会议。参会单位包括：中国国际工程咨询公司交通产业发展部专家组、省发改委、兰空、西北民航管理局、空管局、项目预可研编制单位、宝鸡市政府、宝鸡机场项目建设领导小组。“按照会议专家组意见和建议，由预可研编制单位进一步对报告进行修改完善后，市发改委将协调上报国家”。
2015年2月7日宝鸡市人代会上市长所做2015年宝鸡政府工作报告中显示，“宝鸡(凤翔)机场项目已上报国家申请立项”。意味着宝鸡机场项目前期准备阶段结束，等国家批准立项后，机场建设单位开始做项目可行性研究报告(与预可行性研究报告不同)上报发改委，等发改委批复后，宝鸡机场才进入开工建设的时期。
2017年2月15日，新建宝鸡机场项目列入≪中国民用航空发展第十三个五年规划≫。除宝鸡机场外，陕西省府谷、定边也将新建机场，西安将改扩建机场，延安、安康将迁建机场，华山将开展机场建设前期工作。全省共有七个机场建设项目被纳入国家民航发展“十三五”规划。
2023年1月，国家发改委对宝鸡机场项目召开了可研评审会。
2024年1月31日，宝鸡机场项目正式获得国家发改委可研批复，预计由当年6月开工建设。项目规划总投资16.11亿元，将建设1.4万平方米的航站楼以及11个C类机位。机场广场占地面积为1.5万平方米，左右两侧各有一处停车场，共设250个停车位。